# 华南冠纹柳莺
，又称哈特氏冠紋柳鶯，是雀形目柳莺科的一种鸟类。是一種僅發現於中國的柳鶯。其天然棲息地為溫帶森林及亞熱帶或熱帶的潮濕低地森林。它以前被認為是布萊氏冠紋柳鶯的一個亞種。

## 特征
华南冠纹柳莺体重约7.63克，翼长约58.4毫米，嘴峰长约11.4毫米，喙宽度约2毫米，喙厚度约2.2毫米，跗蹠长约15.6毫米，尾长约44.5毫米。华南冠纹柳莺是候鸟，其栖息在半开放的高大树木组成的森林中，食性为肉食性，主要食物来源是陆生无脊椎动物。

## 亚种
- ：繁殖范围未知；在海南（中国南部）越冬。
- ：分布于华南地区（湖北西部、贵州、广西、福建西北部和安徽）。[4]